# Alfredo Ríos Meza
Alfredo «Yaqui» Ríos Meza (Guaymas, Sonora, 24 de agosto de 1932 - Guaymas, 1 de febrero de 2019) fue un beisbolista mexicano, que jugaba segunda base. Perteneció a la Liga Mexicana de Béisbol y a la Liga Mexicana del Pacífico. Le apodaron  "Yaqui", porque de niño se hacía acompañar de varios niños pertenecientes a la pueblo indígena Yaqui.

## Trayectoria Profesional

#### En el extranjero
En 1953 representó a México en los Juegos Centroamericanos celebrados en la Ciudad de México y en el Campeonato Mundial de Beisbol celebrado en Caracas Venezuela, donde impuso un récord de 51 lances sin cometer error, y fue nombrado para la novena ideal del Mundial. En 1954, lo firmaron los cardenales de San Luis, y lo asignaron a los Águilas de Mexicali. Se firmó con los Mineros de Cananea para la liga Sonora Arizona, bateando .320, logrando el campeonato. También estuvo con el equipo de Corpus Christi Texas.

#### Liga Mexicana de Beisbol
Desde 1956, estuvo 12 temporadas con los Sultanes de Monterrey, Torreón y Diablos Rojos del México (3) y Tigres capitalinos en la Liga Mexicana de Beisbol. El «Yaqui» es considerado el mejor segunda base de la Liga Mexicana de Beisbol. 

#### Liga Mexicana de Pacífico
En la Liga Mexicana del Pacífico debutó con los Venados de Mazatlán y fue novato del año en 1954, bateando .306. Estuvo también con Yaquis de Obregón, Cañeros de los Mochis, pero el equipo preferido eran los de su natal, Ostioneros de Guaymas.

#### Reconocimientos y récords
Entró al Salón de la Fama del Béisbol Mexicano en 1990.
Los datos de por vida en la LMB fueron de porcentaje de bateo .290, 46 cuadrangulares, 715 carreras producidas y 900 carreras anotadas en 1,860 juegos y casi 3,000 hits conectados y 11 veces campeón, 1 con Mineros de Cananea, Diablos, Yaquis y Sultanes, 2 con Venados de Mazatlán, y 5 con Ostioneros. Estuvo entre los 6 mejores bateadores de todos los tiempos en la LMB y entre los 9 de la LMP, y participó en el récord de 110 doble plays. En sus primeras 10 temporadas fue campeón bateador 6 veces, y 5 de ellas con Guaymas. Ostentó 5 veces el título de más hits conectados.
Una liga en Guaymas ha llevado su nombre.

## Últimos Años
Estuvo como manejador o entrenador de los equipos Acereros del Norte (1986, 1987 y 1989), Unión Laguna (1988), Rieleros de Aguascalientes (1991) y Saraperos de Saltillo (1992 y 1993). Murió a los 87 años, el 1 de febrero de 2019, de un infarto al miocardio en su residencia de Guaymas.